# 量子非隠蔽定理
非隠蔽定理は、デコヒーレンスによってシステムから情報が失われた場合、その情報は環境の部分空間に移動し、システムと環境の間の相関関係には残らないというものである。これは量子力学の線形性と単位性の基本的な帰結である。したがって、情報が失われることはない。このことは、ブラックホール情報パラドックスや、情報を完全に失う傾向のあるあらゆるプロセスにおいて意味を持つ。非隠蔽定理は、一見元の情報を破壊しているように見える物理過程の不完全性に対して頑健である。
2007年にSamuel L. BraunsteinとArun K. Patiによって証明された。2011年には、核磁気共鳴装置を用いて、1つの量子ビットが完全にランダム化される、つまり純粋な状態がランダムな混合状態に変換されることで、非隠蔽定理が実験的に検証された。その後、環境ヒルベルト空間内の適切な局所ユニタリー変換のみを用いて、アンシラ量子ビットから失われた情報を復元した。この実験により、量子情報の保存性が初めて実証された。

## 形式的主張
あるヒルベルト空間における任意の量子状態を{\displaystyle |\psi \rangle }とし、次のように変換する物理過程があるとする。
{\displaystyle |\psi \rangle \langle \psi |\rightarrow \rho } with {\textstyle \rho =\sum _{k}p_{k}|k\rangle \langle k|}.  
{\displaystyle \rho }が入力状態{\displaystyle |\psi \rangle }に依存しない場合、拡大ヒルベルト空間における写像は次のようになる。{\displaystyle |\psi \rangle \otimes |A\rangle \rightarrow \sum _{k}{\sqrt {p_{k}}}|k\rangle \otimes |A_{k}(\psi )\rangle =\sum _{k}{\sqrt {p_{k}}}|k\rangle \otimes (|q_{k}\rangle \otimes |\psi \rangle \oplus 0),}ここで、{\displaystyle |A\rangle } は環境の初期状態、{\displaystyle |A_{k}(\psi )\rangle } は環境ヒルベルト空間の正規直交基底、{\displaystyle \oplus 0} は環境ヒルベルト空間の未使用次元をゼロベクトルで拡張できることを示す。
非隠蔽定理の証明は、量子力学の線形性と単位性に基づいている。最終状態から欠落した元の情報は、単に環境ヒルベルト空間の部分空間に残る。また、元の情報はシステムと環境の相関関係にはないことに注意。これが非隠蔽定理の本質である。原理的には、環境ヒルベルト空間にのみ作用する局所的ユニタリー変換によって、環境から失われた情報を回復することができる。非隠蔽定理は、量子情報の本質に新たな洞察を与える。例えば、古典的な情報がある系から失われた場合、それは別の系に移動するか、あるいは一対のビット列の相関関係に隠れる可能性がある。しかし、量子情報は一対のサブシステム間の相関に完全に隠すことはできない。量子力学では、任意の量子状態を1つのサブシステムから完全に隠す方法は1つしかない。1つのサブシステムから失われた場合、それは他のサブシステムに移動する。

## 量子情報の保存
物理学では、保存則が重要な役割を果たしている。例えば、エネルギー保存則は、閉じた系のエネルギーは一定でなければならないと定めている。外部システムと接触しない限り、エネルギーは増加も減少もしない。宇宙全体を閉じた系と考えれば、エネルギーの総量は常に変わらない。しかし、エネルギーの形は変化し続ける。情報の保存にそのような法則があるのだろうかと思うかもしれない。古典的な世界では、情報は完璧にコピーしたり削除したりできる。しかし、量子の世界では、量子情報の保存は、情報が創造されることも破壊されることもないことを意味するはずである。この概念は、量子力学の2つの基本定理、「複製禁止定理」と「削除禁止定理」に由来する。しかし、非隠蔽定理は、量子論における波動関数保存の証明に由来する、量子情報保存のより一般的な証明である。
もしエントロピーが量子論における情報を表すのであれば、情報は保存されるはずである。例えば、純粋状態は純粋状態のままであり、純粋状態の確率的な組み合わせ（混合状態と呼ばれる）は混合状態のままであることがユニタリー進化下で証明できる。しかし、ある系から確率振幅が消えても、それが別の系で再び現れることは証明されていない。さて、非隠蔽定理を使えば、正確な証明ができる。エネルギーがその形を変え続けるとき、波動関数はあるヒルベルト空間から別のヒルベルト空間へと移動し続ける、と言うことができる。波動関数は物理系に関するすべての関連情報を含んでいるので、波動関数の保存は量子情報の保存に等しい。